# 樋口久子
樋口 久子（ひぐち ひさこ、1945年10月13日 - ）は、日本の女子プロゴルファー。日本女子プロゴルフ協会相談役、元会長。富士通所属。
男女通じてアジア出身選手初のメジャー選手権（全米女子プロゴルフ選手権）優勝者。日本人初のLPGAツアー優勝者。優勝回数73回は日本歴代女子最多。日本人初の世界ゴルフ殿堂入り。

## 人物
埼玉県川越市出身。中学校時代までは陸上競技選手だったが、二階堂高等学校時代に実姉が勤務していた東急砧ゴルフ場で中村寅吉を知り、ゴルフへの関心を深める。卒業後中村に弟子入りし、川越カントリークラブで練習場のスタッフとして勤務する傍らプロ選手としての下積み生活を経験。1967年に第1期女子プロテストに合格した。
その翌年、日本女子プロゴルフ選手権大会、TBS女子オープン選手権（現・日本女子オープンゴルフ選手権競技）の2大日本メジャーを連覇。以後1970 - 80年代にかけてこれら2冠を独占するなど日本女子プロゴルフの先駆者としての地位を築く。1969年からは海外にも参戦、1974年にオーストラリアン女子オープン優勝、1976年に日本人初のLPGAツアー勝利となるヨーロピアン女子オープン優勝と海外での実績も着実に積み上げる。
さらに1977年には全米女子プロゴルフ選手権に優勝、アジア人初のメジャー制覇を果たし、世界もその実力を認めた。英語では「ひさこ」という名前が呼びにくいことから、“Hisako Chako Higuchi”（チャコ・ヒグチ）と呼ばれ、世界ゴルフ殿堂の会員としてもこの愛称つきで登録されている。
1996年日本女子プロゴルフ協会（JLPGA）会長に就任。1997年に会長職専任のため競技の第一線を退き、後継者の指導に尽力する。これまでの競技者・指導者としてのキャリアが評価され、2003年に日本人初の世界ゴルフ殿堂入りを果たした。また以前から開催されていた「紀文レディースクラシック」が、樋口の功績を称えた「樋口久子・紀文クラシック」として開催された。
2011年1月末でJLPGAの役員定年を迎えたため会長を退任し、相談役に就任。2014年にはゴルフ界から初めて文化功労者に選出された。2018年には日本ゴルフ協会特別顧問に就任。

## 主な戦績

### LPGAメジャー
- 全米女子プロ - 優勝1回

### 国内メジャー
- 日本女子オープン - 優勝8回
- 日本女子プロ - 優勝9回

## スウェー打法
思い切り体重移動することで身体の軸までも移動してしまう独特な打法で、「樋口流スウェー打法」とも呼ばれる。外国人選手に比べてはるかに劣る腕力やウェート不足を補うために編み出された打法。樋口は足の筋肉が強いため軸がぶれずいい球を打てるが、ゴルフではセオリーとされる「スイングプレーン」の概念を否定するものであり、大半の人物がこの打法で打つと身体の軸がぶれておよそ安定したスイングにはならない。

## 出演
- NHK紅白歌合戦（NHK総合・ラジオ第1）
  - 第21回（1970年12月31日） - 審査員
  - 第34回（1983年12月31日） - 審査員